# Brücke Maputo–Katembe

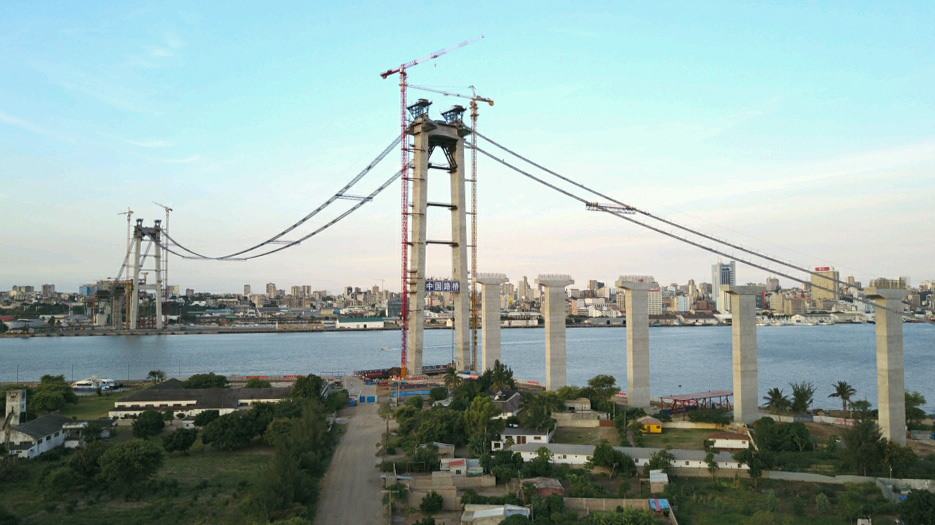
Brücke Maputo–Katembe im Bau (April 2017), im Hintergrund die Skyline von Maputo

Die Brücke von Maputo nach Katembe (Ponte de Maputo a Katembe) ist eine bemautete Brücke über die Bucht von Maputo in Südmosambik, sie verbindet die am Nordufer gelegene mosambikanische Hauptstadt Maputo mit dem am Südufer gelegenen städtischen Distrikt Katembe. Die Bauarbeiten, die 2014 begannen, wurden durch die chinesische China Road and Bridge Corporation ausgeführt, ein Großteil des Projektes wurde über Kredite der chinesischen Exim-Bank finanziert. Die Einweihung fand am 25. Juni 2018 statt, die Eröffnung am 10. November 2018, dem 131. Gründungstag von Maputo. Mit ihrer Fertigstellung löste sie die Matadi-Brücke als längste Hängebrücke des afrikanischen Kontinents ab. Die Brücke wird vom mosambikanischen staatlichen Unternehmen Maputo-Sul verwaltet und unterhalten.

## Geschichte

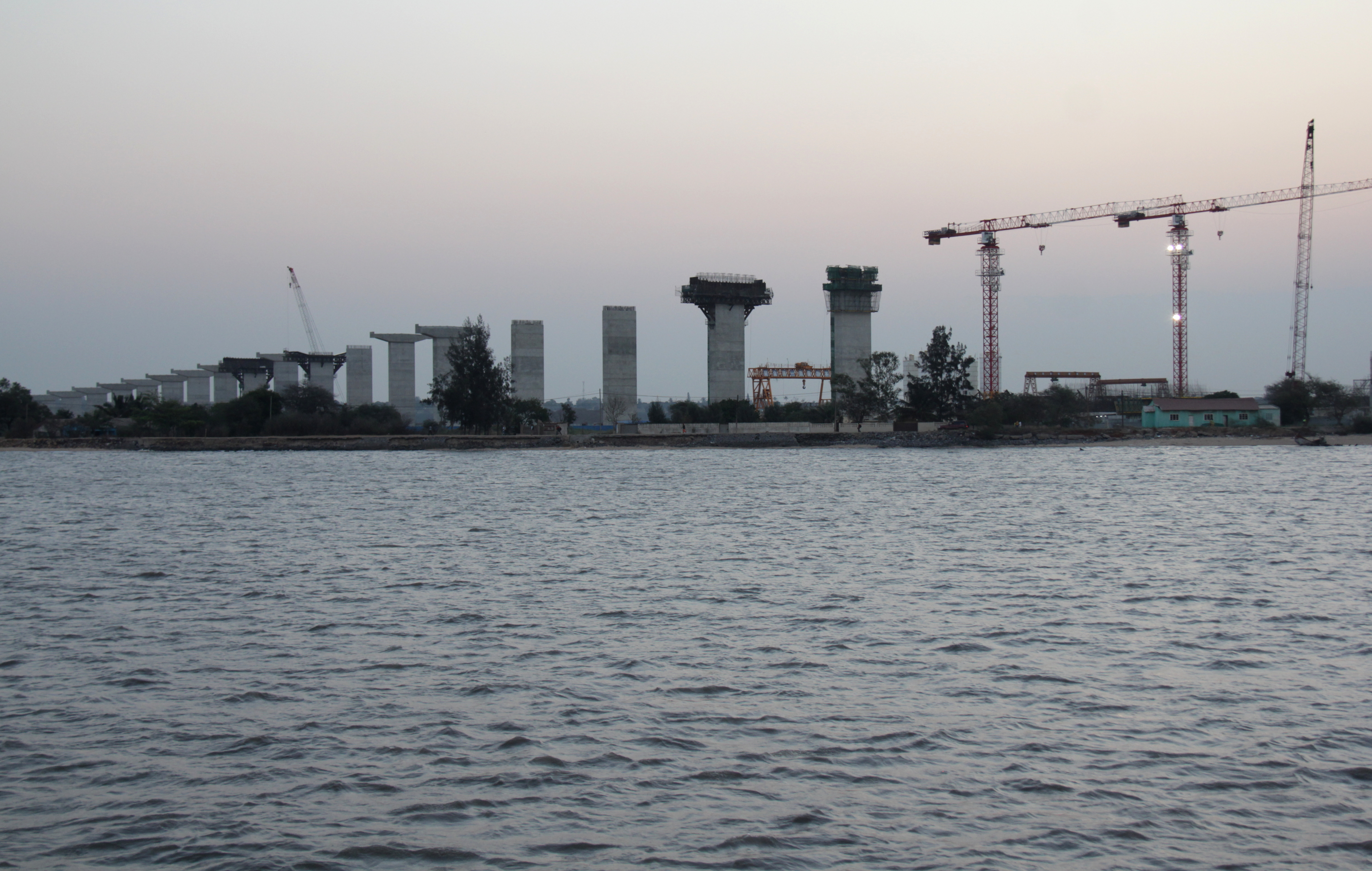
Fertiggestellte Brückenpfeiler der im Bau befindlichen Brücke zwischen Maputo und Katembe (Blick auf das südliche Ufer von Katembe; September 2016)

Die Idee einer Brücke über die Bucht von Maputo – analog der Ponte 25 de Abril über den Tejo in Lissabon – existierte bereits seit vielen Jahren. Schon im von der Weltbank 1989 finanzierten Urbanisierungsplan für Maputo war der Bau einer Brücke vorgesehen.
Erst dank des beendeten Bürgerkrieges, den zahlreichen Investitionen im Zuge des Gas- und Öl-Booms und dem damit verbundenen starken wirtschaftlichen Aufschwung Mosambiks konnte die mosambikanische Regierung das Projekt angehen. Ein Verfahren zur Interessensbekundung eröffnete die Regierung im November 2008.
Nach einem Besuch des damaligen portugiesischen Premierministers José Sócrates im Jahre 2010 war ursprünglich eine Finanzierung durch den portugiesischen Staat geplant. Aufgrund der massiven Finanz- und Haushaltskrise des Landes konnte die Zusage jedoch nicht erfüllt werden. Nach einem Besuch des mosambikanischen Staatspräsidenten Armando Guebuza in der Volksrepublik China im August 2011, vereinbarten beide Staaten eine Finanzierung des Projektes durch China.

Die Bauarbeiten wurden vom staatlichen Entwicklungsunternehmen Empresa de Desenvolvimento de Maputo Sul, E.P. (kurz Maputo-Sul), das auch den Bau der Ringstraße betreute, in Auftrag gegeben. Den Bau selbst führte der chinesische Hoch- und Tiefbaukonzern China Road and Bridge Corporation aus, es sollten dabei laut China Daily bis zu 2000 Jobs geschaffen werden. Das deutsche Ingenieursunternehmen GAUFF Engineering war bei der Bauüberwachung beratend tätig. 

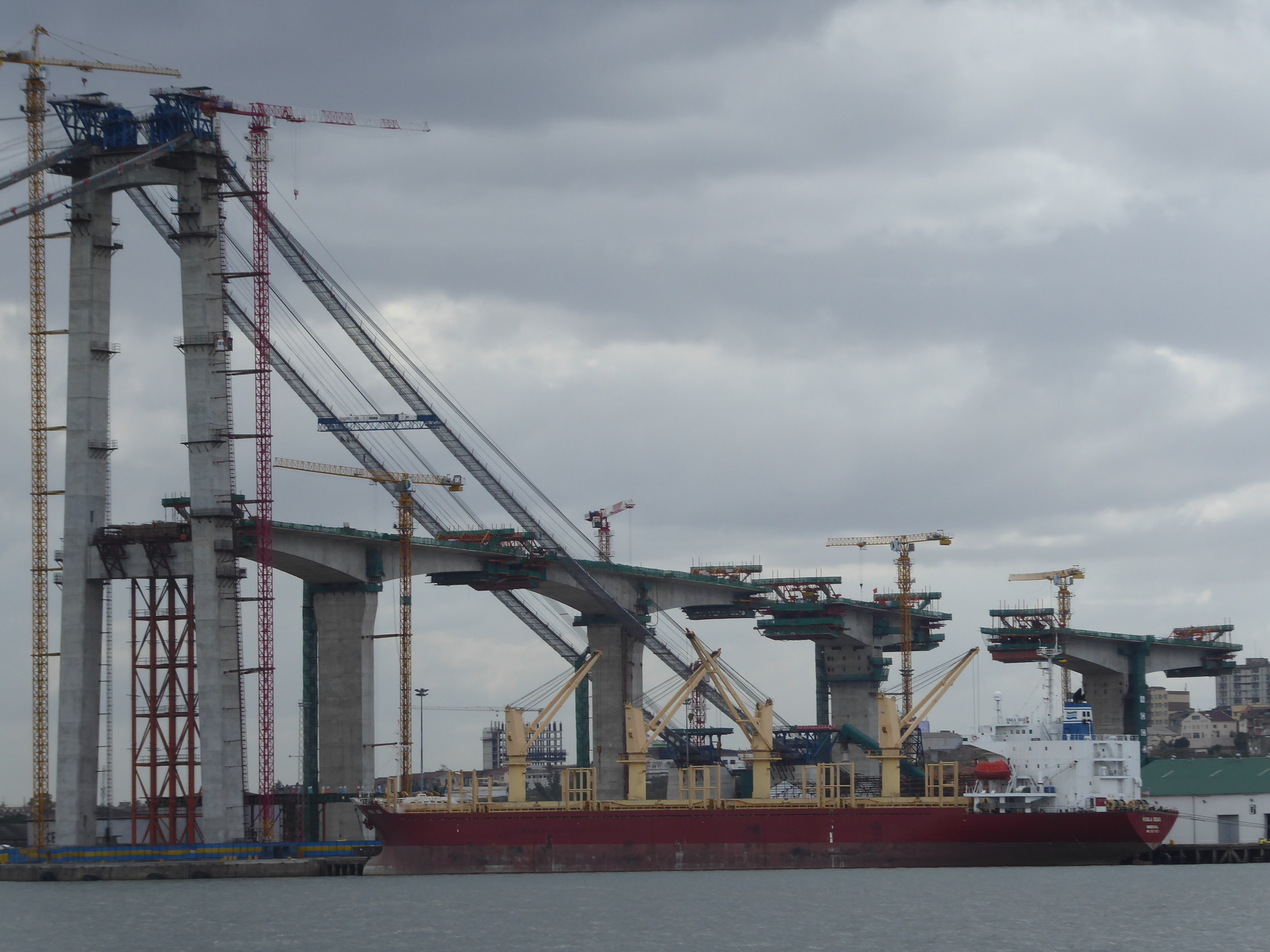
Bauarbeiten am nördlichen Teil der Brücke (September 2017)

Die ersten vorbereitenden Baumaßnahmen begannen im Juni 2014. Nach einigen Verzögerungen – vor allem bei der Umsiedlung von Anwohnern im Maputoer Stadtteil Malanga – sollte die Eröffnung am mosambikanischen Nationalfeiertag, dem 25. Juni 2018, stattfinden. Letztendlich fand die Eröffnung am 10. November 2018, dem 131. Gründungstag der mosambikanischen Hauptstadt statt, Staatspräsident Filipe Nyusi weihte die Brücke feierlich ein. Der Staatspräsident erklärte bei der Eröffnung, dass die Brücke insbesondere den Tourismus in Mosambik massiv fördern und damit mehr Reichtum in die Region bringen würde.
Im Rahmen der Eröffnung wurde bekannt, dass die Unterhaltungskosten der Brücke bei gut einer Million US-Dollar im Jahr liegen. Das staatliche Unternehmen Maputo-Sul unterhält und verwaltet die Brücke. Auch die Mautgebühren, die für die Befahrung der Brücke zu bezahlen sind, wurden bekannt: Sie variieren zwischen 160 und 1200 Meticais (Ende 2018 etwa 2,2–17 Euro).

## Beschreibung des Bauwerks

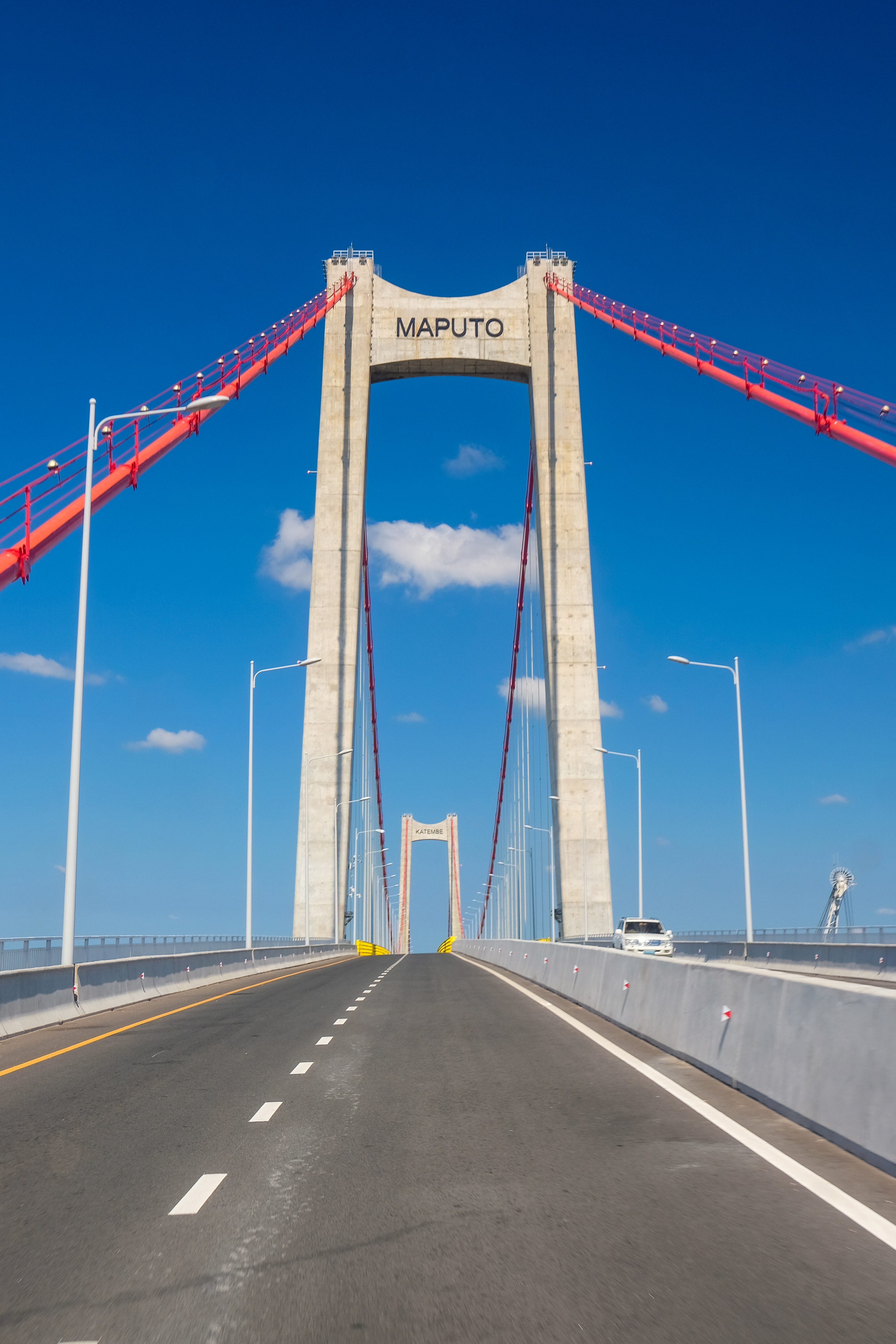
Überquerung der fertiggestellten Brücke (2020)

Die vierspurige Hängebrücke ist 680 Meter lang und überquert die Bucht in 60 Meter Höhe. Das nördliche zuführende Viadukt (Vorlandbrücke) ist 1097 Meter lang, etwa S-förmig gebogen und ist an den Kreisverkehr Praça 16 de Junho (mit Anschluss an die Fernstraßen EN2/EN4) im Maputoer Stadtteil Malanga angeschlossen. Das südliche Viadukt ist 1234 Meter lang und besteht aus bis zu 45 m langen Fertigteilen. Es schließt direkt an die Straße nach Ponta do Ouro an.
Ursprünglich waren auch in der Bucht selbst Pylone für eine Schrägseilbrücke vorgesehen, die geändert wurden, um die Einflugschneise zum internationalen Flughafen und auch den Schiffsverkehr nicht unnötig zu behindern. Zwischen den beiden an den Ufern gelegenen Pylonen wird eine Spannweite von 680 Metern pfeilerlos überbrückt. Dadurch wird die Brücke zur größten ihrer Art in Afrika. Die Haupttragkabel sind über Stahlkonstruktionen im Norden und Süden mit jeweils einem massiven Ankerblock verbunden. Die ausgesprochen hohen Lasten des Bauwerks erfordern Pfahlgründungen mit Durchmessern von 1,50 m bis 2,20 m und reichen bis 110 m tief in den Tonstein. Die beiden Pylone sind 141 m hoch, und in etwa 40 Meter Höhe befindet sich ein Querriegel für die Fahrbahn. Die einzelnen Fertigteile aus Stahl für die Fahrbahn sind jeweils 25,60 m breit und 12 m lang. Diese wurden in China produziert und vom Schiff aus an der Kaimauer liegend eingebaut.
Zum Brückenbauprojekt gehörte außerdem der Ausbau der Straße von Katembe zum Grenzort Ponta do Ouro (129 Kilometer) sowie zwischen Boane und Bela Vista (63 Kilometer), inklusive Brückenbauwerken über die Flüsse Maputo, Futi und Umbeluzi. Seit ihrer Fertigstellung führt die Fernstraße EN1 über die Brücke bis nach Ponta do Ouro bzw. den Grenzübergang Kosi Bay in Südafrika.

## Kosten
Die Kosten sollten sich auf etwa 726 Millionen US-Dollar belaufen, von denen 85 Prozent (681,6 Mio. USD) über Sonderkredite der chinesischen Exim-Bank finanziert werden. Diese haben eine Laufzeit von 20 Jahren bei einem Zinssatz von vier Prozent. Weitere 10 Prozent (72,5 Mio. USD) werden zu anderen Konditionen über die Exim-Bank vergeben, 5 Prozent werden vom mosambikanischen Staat direkt getragen. Letzte Kostenschätzungen gingen allerdings von reinen Baukosten von gut 785 Millionen US-Dollar aus.
Die regierungskritische Zeitung @Verdade berichtete, dass sich die Gesamtkosten insgesamt auf 1,3 Milliarden Euro belaufen würden. Die auf 20 Jahre laufenden, mit vier Prozent verzinsten Kredite würden zu reinen Zinskosten von gut 30 Millionen Euro pro Jahr bis 2039 führen.

## Auswirkungen

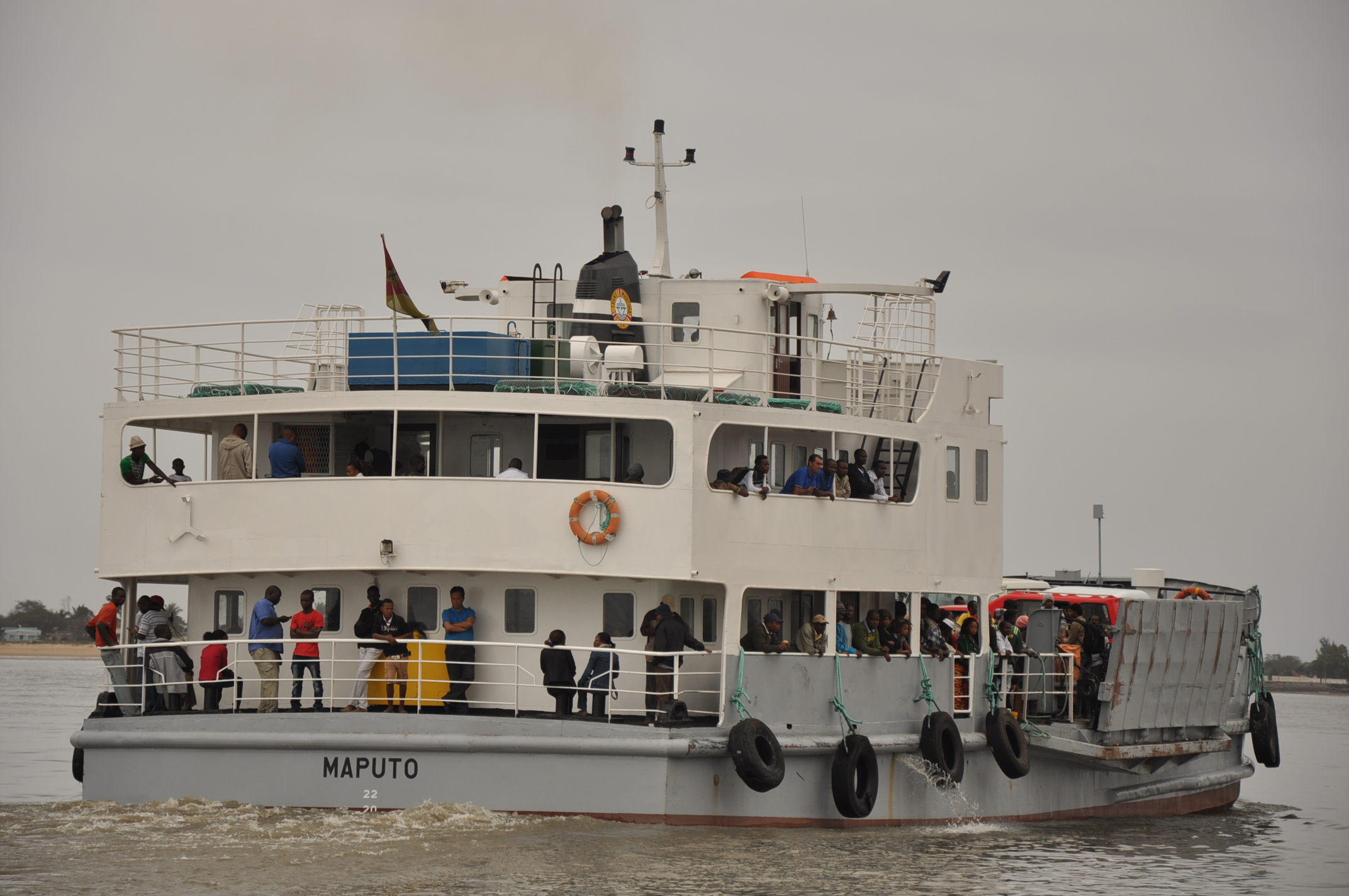
Vor Einweihung der Brücke war die direkte (und schnellste) Verbindung die Fähre der staatlichen Reederei Transmarítimo.

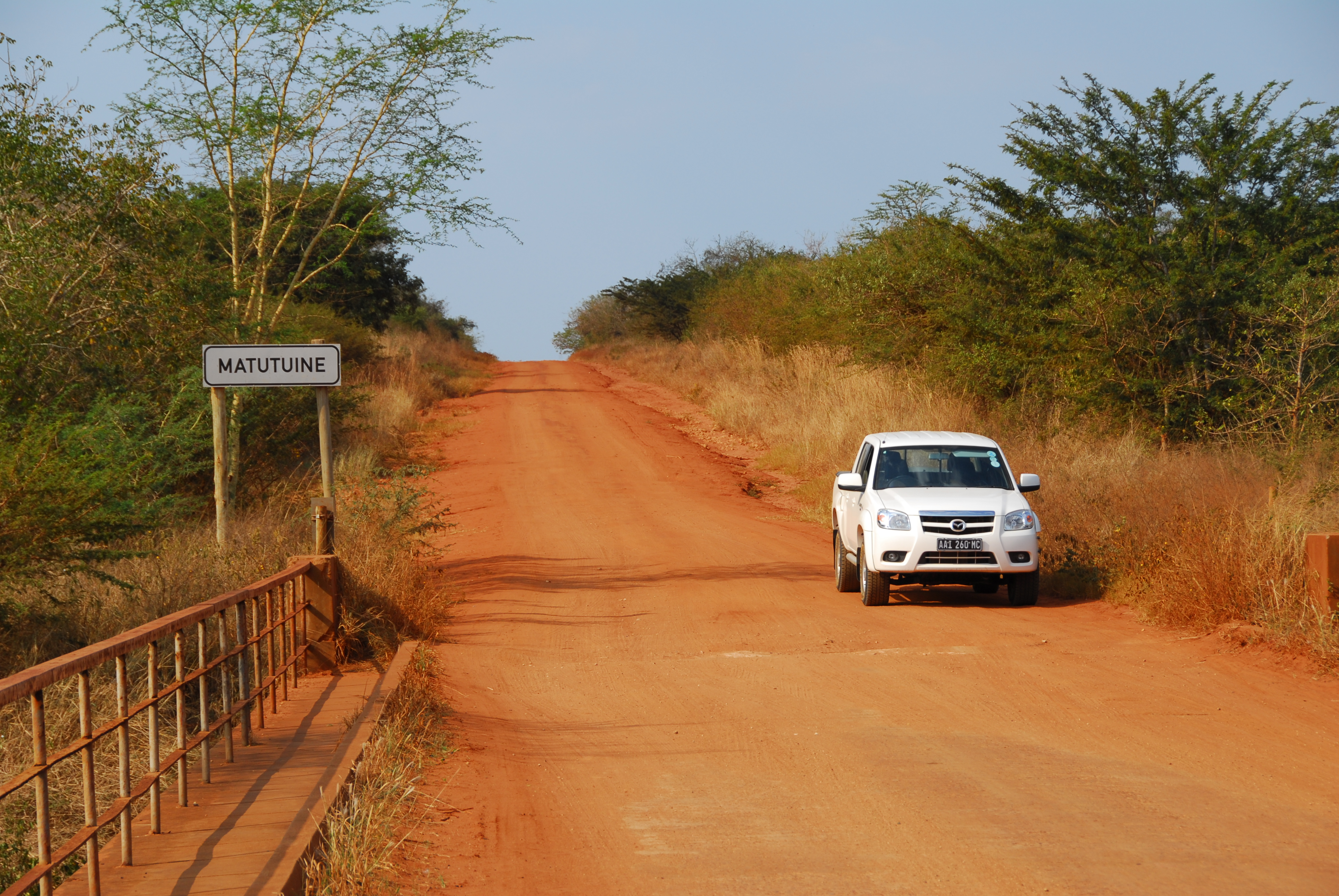
Vor Einweihung der Brücke war die Straße zwischen Katembe und Boane nach Ponta do Ouro nicht asphaltiert. Dies führte insbesondere in der Regenzeit zu Unpassierbarkeit. Auch betrug die Reisezeit zwischen Maputo und dem Badeort Ponta de Ouro gut 4 Stunden.

Obwohl Katembe zum Stadtgebiet Maputos gehört, wirkt sich die räumliche Trennung beider Teile immens aus. Während Maputo, insbesondere die Innenstadt, stark urbanisiert ist und im Stadtgebiet am Nordufer gut zwei Millionen Menschen wohnen, sind bis dato die meisten Gebäude auf der Südseite einstöckig, die Straßen nicht asphaltiert und es ist viel unbebaute Fläche vorhanden. Schätzungsweise wohnten 2018 etwa 15.000–20.000 Menschen in Katembe. Der Transport erfolgte bis zur Eröffnung der Brücke zwischen beiden Ufern entweder per Auto- und Personenfähre oder über einen weiteren Umweg über Boane (Fernstraßen EN2/EN200).
Mit der Fertigstellung der Brücke und dem Ausbau der Straße nach Ponta do Ouro wird Katembe ein massives Bevölkerungswachstum auf bis zu 400.000 Einwohner prognostiziert. Gleichfalls soll das komplette Südufer urbanisiert werden. Für die Urbanisierung von Katembe sollen laut Strategieplan des Ingenieurbüros Betar etwa 9.510.000 Quadratmeter Fläche (und damit 58,9 Prozent der Gesamtfläche) für Wohnungsbauten freigehalten werden. 3.270.000 Quadratmeter (20,3 Prozent der Gesamtfläche) sind für den Dienstleistungssektor vorgesehen, 1.880.000 Quadratmeter (11,7 Prozent) für Industrie.
Mit der Brücke und dem Ausbau der Straße nach Ponta do Ouro und KwaZulu-Natal (Südafrika) wurde die Reisezeit von über fünf auf unter zwei Stunden verkürzt. Ein gemeinsames Tourismuskonzept mit der südafrikanischen Provinz KwaZulu-Natal und dem Königreich Eswatini soll vermehrt Besucher nach Südmosambik bringen.

## Auszeichnungen
Die Brücke findet in Fachkreisen weltweit Beachtung und Anerkennung. So wurde dem Bauwerk neben dem FULTON Award 2017 und 2019 – der höchsten Auszeichnung für Betonbauwerke im südlichen Afrika – im Juni 2019 in New York auch der „Award of Merit“ der Engineering News-Record (ENR) als Gewinner in der Kategorie „Global Best Projects“ verliehen.

## Kritik
Die hohen Kosten für den Bau der Brücke sowie der angeschlossenen Straße nach Boane und Ponta do Ouro werden durch den mosambikanischen Publizisten Carlos Nuno Castel-Branco massiv kritisiert. Seiner Meinung nach würde die Brücke ein Siebtel des Geldes kosten, würde sie in China gebaut werden. Auch weitere bekannte Mosambikaner, wie der ehemalige Bürgermeister Maputos (2003–2008) Eneas Comiche und der Analyst Roberto Tibana kritisierten die hohen Kosten, die die massive Schuldenlast des mosambikanischen Staates noch vergrößern würden. Dem wird vom Wissenschaftler Américo Matavele entgegengehalten, dass Castel-Branco bei seinen Rechnungen die Kosten für die angeschlossenen Straßen nicht beachtet hätte. Laut einem Analysebericht der Economist Intelligence Unit, ein Analyseunternehmen der The Economist Group, sind zudem die Zinsen für die Kredite der chinesischen Exim-Bank relativ hoch. Die mosambikanische Regierung bevorzuge diese, obwohl ihr weitaus günstigere Finanzierungsmöglichkeiten zur Verfügung gestanden hätten. Illustriert wird die Kritik an dem Brückenbauprojekt.
Anfang November 2014 streikten zahlreiche mosambikanische Arbeiter für mehrere Tage. Sie beklagten schlechte Arbeitsbedingungen, falsche Verträge und verspätete Gehaltszahlungen.
Des Weiteren sind im Zuge des Bauprojektes zahlreiche Familien von Umsiedlungen betroffen. Das Auftrag gebende Unternehmen Maputo Sul schätzt die Anzahl der umzusiedelnden Familien auf 920, für die neue vierstöckige Wohnhäuser mit zwei- bis vierräumigen Wohnungen als Ersatz errichtet werden sollen. Die Umsiedlungen begannen 2015.
Im Zuge der Fertigstellung der Brücke Ende 2018 wurden auch die Mautpreise der Brücke bekannt. Sie gelten als vergleichsweise hoch, insbesondere im Vergleich zu den Fahrkartenpreisen für die Fähre, die bis dato genutzt werden konnte. Kritiker sehen eine massive Benachteiligung ärmerer Bevölkerungsschichten, die von der Brücke „kaum profitieren würden“.

## Weblinks

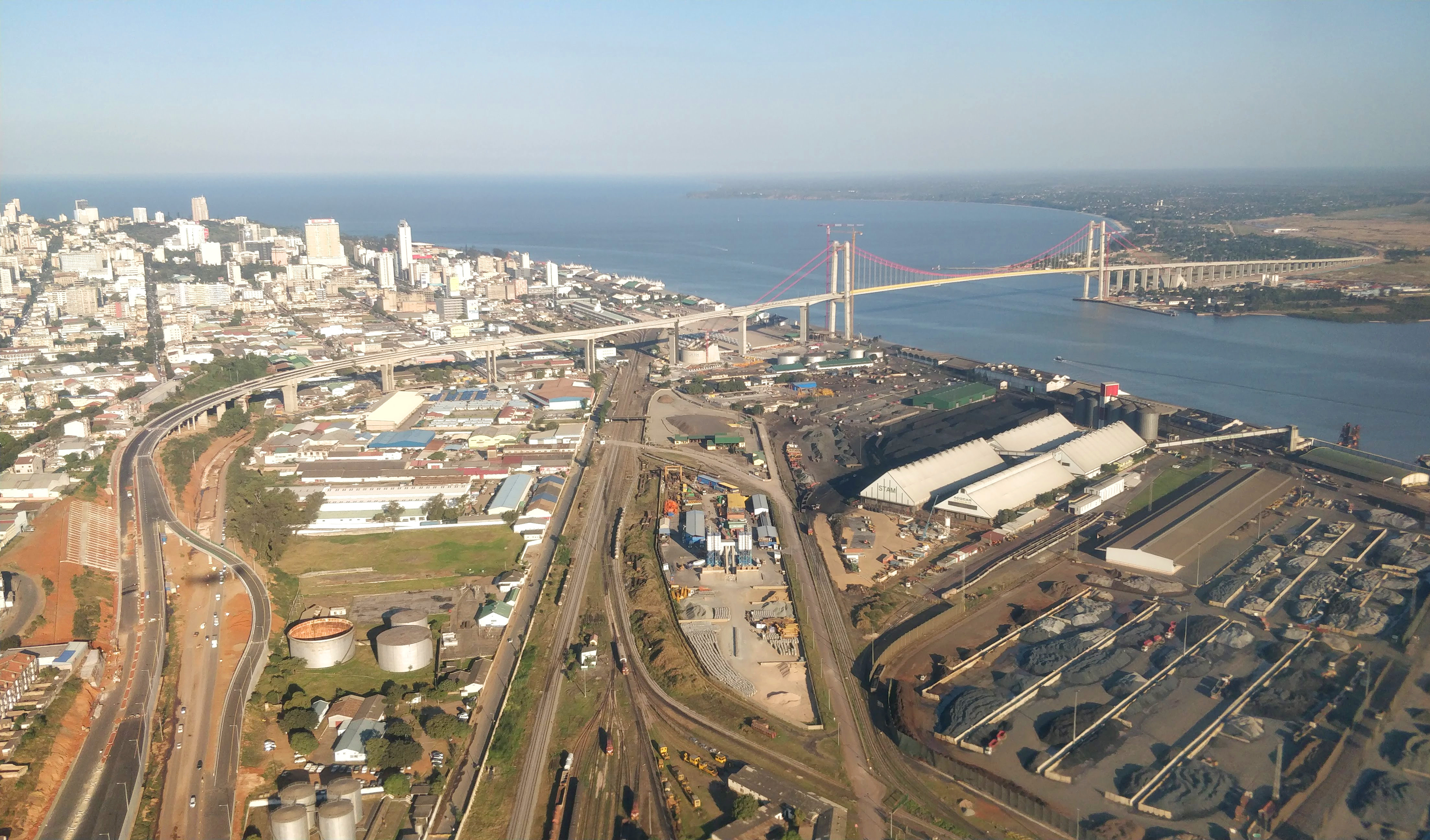
Blick von der Nordseite auf die Brücke (Juli 2018)